# Cani (Inselgruppe)
Cani (arabisch القاني, DMG al-Qānī) bezeichnet eine vor der tunesischen Nordostküste im Mittelmeer gelegene Inselgruppe. Administrativ gehört sie zum tunesischen Gouvernement Bizerte.
Die Inselgruppe liegt etwa 25 km nordöstlich der Hafenstadt Bizerte sowie 10 km nordnordöstlich von Cap Zebib, unweit der Stadt Metline. Sie besteht aus dem größeren, 400 m langen und bis zu 20 m hohen Grande Cani (8,2 Hektar) sowie dem kleineren, rund 100 m langen und bis zu 18 m hohen Petite Cani (1,2 Hektar). Auf Grande Cani befindet sich seit 1894 ein 21 m hoher Leuchtturm.